# Гайдамака Ігор Віталійович
Ігор Віталійович Гайдамака (29 січня 1960, Миколаїв) — український-радянський веслувальник-байдарочник та тренер, дворазовий чемпіон та дворазовий срібний призер чемпіонатів світу, заслужений майстер спорту.

## Життєпис
Випускник факультету фізичного виховання Миколаївського педагогічного інституту 1983 року.
Представляв спортивне товариство «Динамо» (Миколаїв). Тренер — Олександр Матвєєв.
Після чемпіонату світу 1995 року закінчив спортивну карьєру і перейшов на тренерську роботу. Став працювати в облраді «Динамо». Тренр Миколаївської обласної школи вищої спортивної майстерності. Входить до числа найкращих тренерів області: його вихованці — призери Кубка світу з веслування.

## Спортивні здобутки
Першу значну перемогу здобув у 16 років у складі збірної УРСР — на Всесоюзній спартакіаді школярів. Після успішного виступу на всесоюзному турнірі в Таллінні він був зарахований до складу юнацької збірної СРСР. У віці 20 років здобув срібну медаль чемпіонату СРСР серед дорослих. Згодом шість разів ставав чемпіоном СРСР (1981, 1982 — двічі, 1984, 1986) та багаторазовим призером чемпіонатів СРСР, чотири рази ставав першим на чемпіонаті України.
Член збірної Радянського Союзу. У 1981 та 1982 роках ставав чемпіоном світу у складі четвірки на дистанції 500 метрів. Дворазовий срібний призер чемпіонату світу 1985 року у складі четвірки на дистанціях 500 та 1000 метрів. Після цих успіхів Ігор Гайдамака став другим в Миколаєві заслуженим майстром спорту СРСР.